# D'Hoppe
D'Hoppe (Frans: La Houppe) is een gehucht aan de Hoppeberg in de Belgische provincie Henegouwen. Het is een overwegend Nederlandstalig gehucht behorend tot de gemeente Vloesberg (Frans: Flobecq). Het ligt op de Pottelberg, ten oosten ligt de Rhodesberg op de grens tussen de Vlaamse Ardennen en het Pays des Collines.

## Geschiedenis
De heuvels rond D'Hoppe bekoorden sinds het einde van de 19e eeuw talrijke natuurminnaars. Bovendien werd D'Hoppe door verscheidene auteurs, waaronder Omer Wattez, lovend beschreven. D'Hoppe werd erg populair en dit had ook een schaduwzijde: in het Interbellum en daarna bezweek de 'Caplette' onder de toeristische druk en evolueerde het tot een centrum van ontspanning met een wildgroei van restaurants, cafés, dancings en speeltuinen. Onder druk van milieubewegingen werd sindsdien echter aandacht gevraagd voor de bescherming van de bosrijke streek en op de Caplette werden alle dancings gesloten.
De gemeente Vloesberg is sinds zeer lang een twistgebied tussen Vlaanderen en Wallonië, vroeger tussen de graafschappen Vlaanderen en Henegouwen. Men sprak in die tijd van het Debattenland. 
De inwoners van D'Hoppe waren oorspronkelijk ingeweken Vlamingen uit Schorisse, Ronse en Brakel die Nederlands bleven spreken. Bij de vastlegging van de taalgrens in 1962 wou D'Hoppe Vlaams blijven, maar toch behield de Henegouwse gemeente Vloesberg (Flobecq) dit gehucht en bevond D'Hoppe zich van dan af in het Franse taalgebied. Het Centrum Harmel, dat een oplossing zocht voor de definitieve vastlegging van de taalgrens, had voorgesteld om D’Hutte en D’Hoppe aan te hechten bij Brakel, maar het wetsontwerp Gilson I, ter vastlegging van
de taalgrens, voorzag wél in de overheveling van D’Hutte, maar niet van D’Hoppe. De Waalse politici argumenteerden dat Vloesberg reeds té veel dure investeringen hadden gedaan voor het toerisme in die wijk. Als 'compensatie' werden taalfaciliteiten toegekend voor de Nederlandstaligen die erom vragen.
Vanaf 2000 werd in D'Hoppe een verbeten strijd gevoerd tussen natuurbeschermers en Marcel Fort, een afvalbaron die in een verlaten zandgroeve allerlei afval liet storten. De spanningen liepen soms hoog op en een cameraploeg van de VRT werd geconfronteerd met agressie door Tony Fort, de zoon van Marcel Fort. Het stort werd in maart 2005 verzegeld. Marcel Fort werd verplicht het stort te saneren maar koelde zijn woede door massale kappingen in zijn bossen. In 2021 kwam Tony Fort met een controversieel plan voor een 'wolvenpark' op de site. Na een eerste goedkeuring door de gemeente Vloesberg, kwamen er heel wat bezwaarschriften tegen dit project, onder andere van de gemeente Brakel. De Waalse overheidsinstantie weigerde daarop een vergunning te geven voor het project

## Bezienswaardigheden
- De Onze-Lieve-Vrouw van Lourdeskerk

## Natuur en landschap
De omgeving is bosrijk: ten noordoosten bevindt zich het Brakelbos en ten zuiden het Pottelbergbos.
In 1988 werd een stuk van het Pottelbergbos als site beschermd, en nog een aantal percelen bos in D'Hoppe werden in 2010 samen met een aantal percelen op de Rhodesberg als site beschermd.

## Afbeeldingen

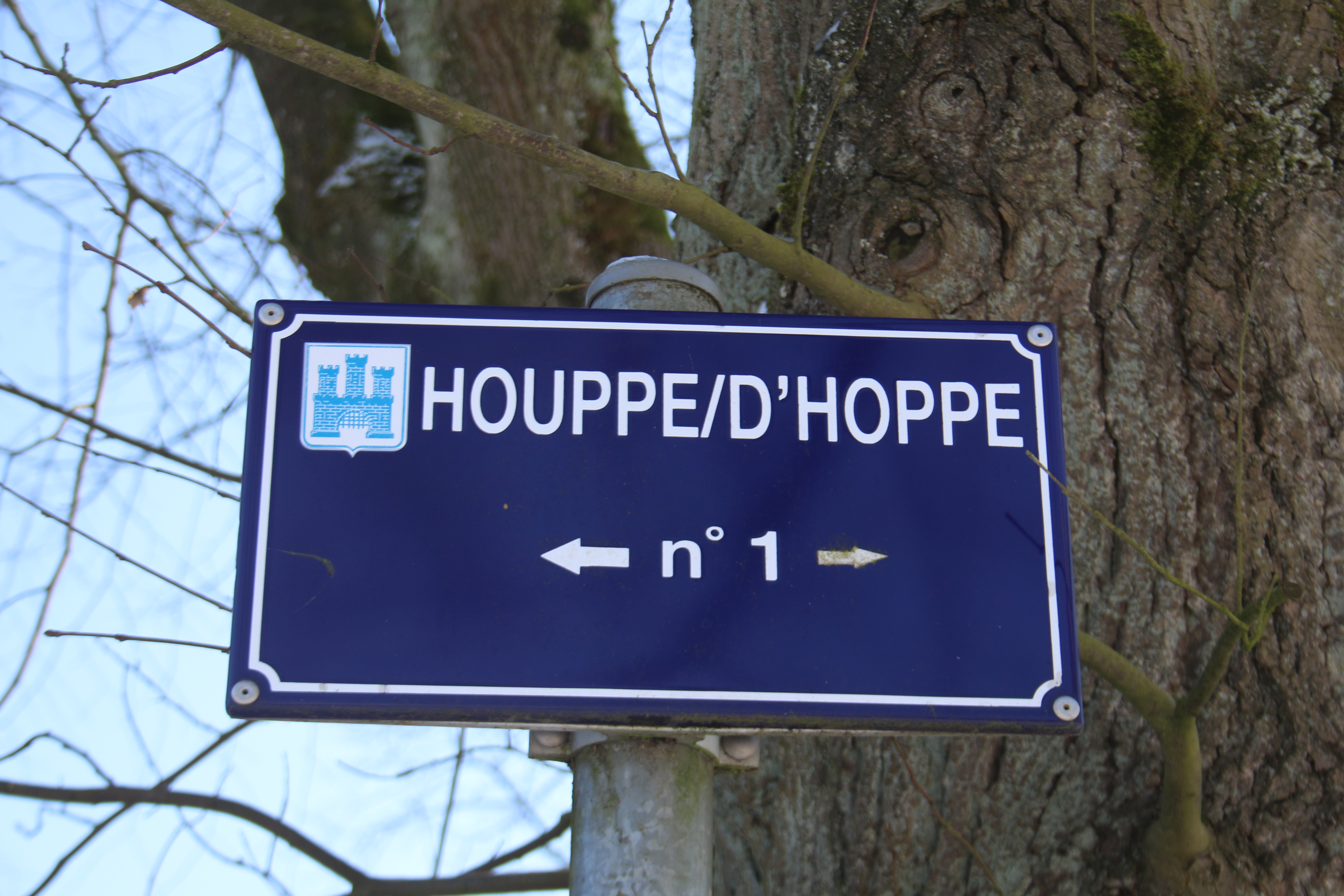
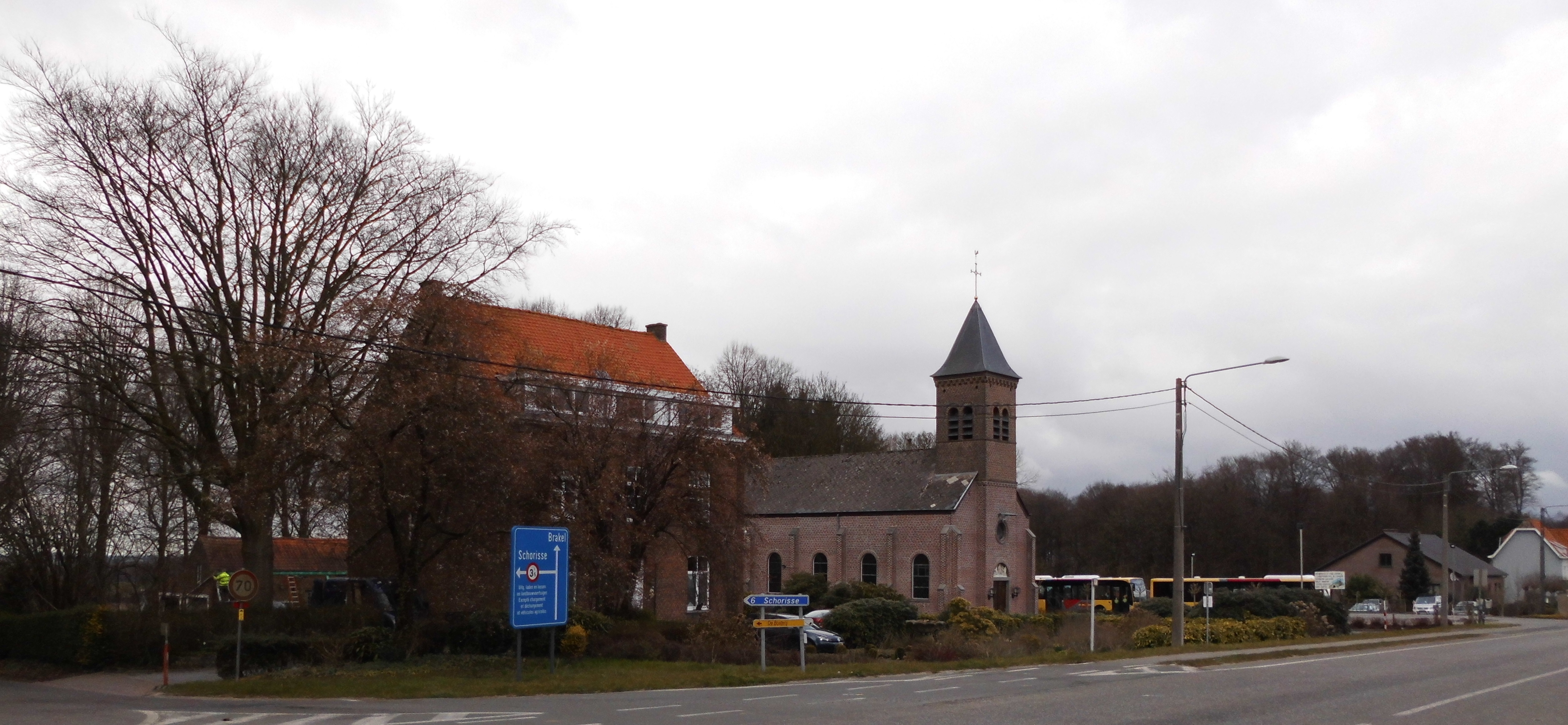
Heiligdom Onze Lieve Vrouw van Lourdes op D'Hoppe
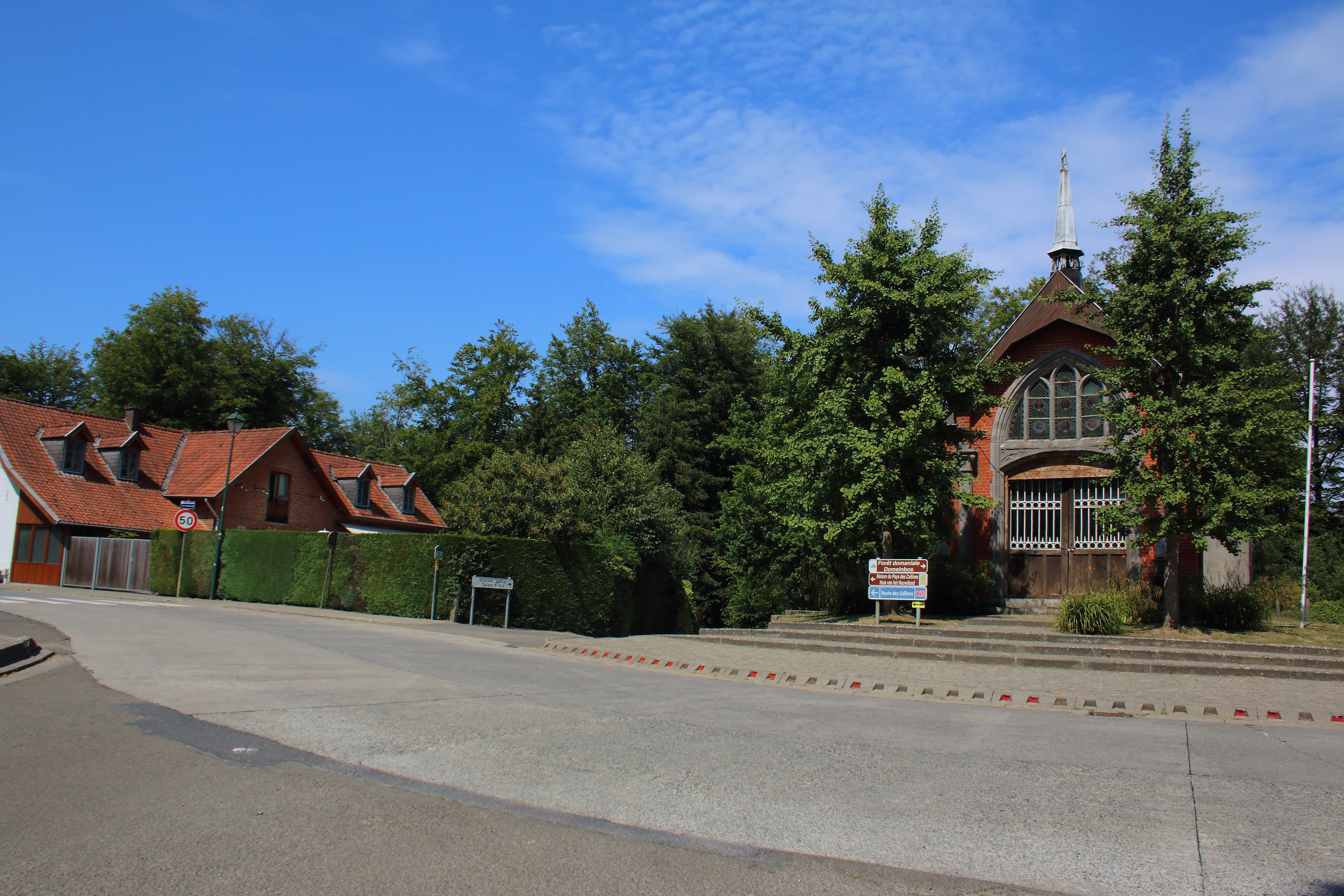
Sint-Christoffelkapel, D'Hoppe
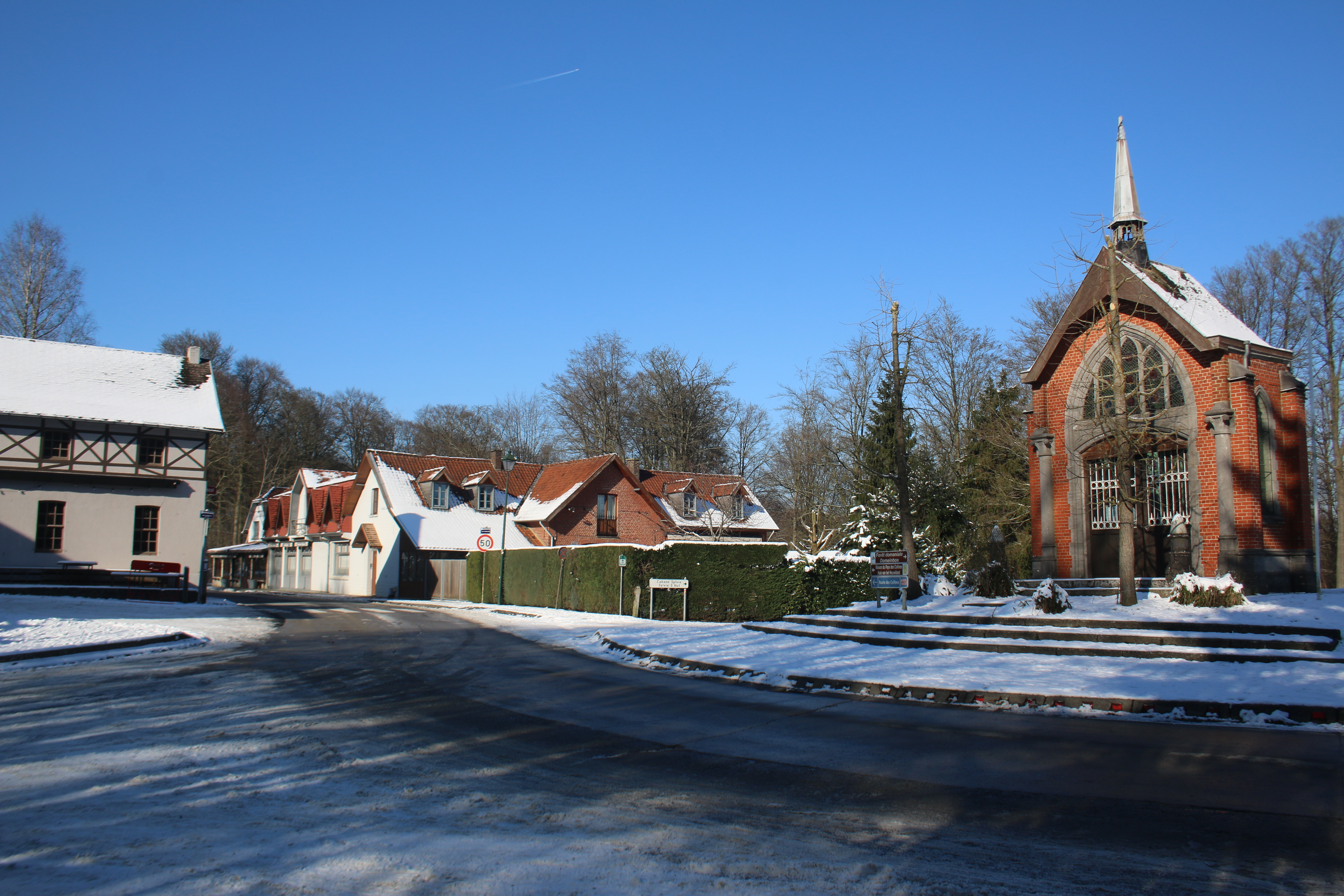

## Sport
Omwille van de heuvels worden rond het gehucht in het wielrennen soms hellingen beklommen in de Vlaamse voorjaarsklassiekers, zoals de Pottelberg en de Hoppeberg.

## Verkeer en vervoer
Langs D'Hoppe loopt de N48, de steenweg van Doornik via Ronse naar Brakel.

## Nabijgelegen kernen
Schorisse, Vloesberg, Louise-Marie, Ronse